# ایتومان، اوکیناوا
ایتومان در استان اوکیناوا در کشور ژاپن  واقع شده‌است  که دارای جمعیت ۵۶٬۱۷۱ نفر و مساحت ۴۶٫۶۳ کیلومتر مربع با تراکم جمعیت ۱٬۲۰۰  نفر در کیلومترمربع است و در تاریخ ۱ دسامبر ۱۹۷۱ به عنوان شهر شناخته شد.